# Ughtred Kay-Shuttleworth (1er baron Shuttleworth)
Pour les articles homonymes, voir Ughtred Kay-Shuttleworth.
Ughtred James Kay-Shuttleworth, 1er baron Shuttleworth, (18 décembre 1844 - 20 décembre 1939), est un propriétaire britannique et un homme politique libéral. Il est sous-secrétaire d'État à l'Inde et Chancelier du duché de Lancastre sous William Ewart Gladstone en 1886 et secrétaire parlementaire et financier de l'amirauté sous Gladstone et Lord Rosebery entre 1892 et 1895.

## Jeunesse
Shuttleworth est le fils du médecin, fonctionnaire et réformateur social James Kay-Shuttleworth. Son père, né James Kay, prend le nom de famille supplémentaire de Shuttleworth lors de son mariage avec Janet Shuttleworth, l'unique enfant et héritière de Robert Shuttleworth, de Gawthorpe Hall à Padiham, Lancashire. L'économiste Joseph Kay et le Lord Justice of Appeal, Sir Edward Kay sont les frères de son père.
La famille Shuttleworth est propriétaire foncier du Lancashire depuis l'époque médiévale. La tradition dit qu'ils ont fait fortune grâce au tissage de la laine. Ils ont soutenu le côté parlementaire dans la guerre civile anglaise. James et son épouse se sont séparés après avoir eu cinq enfants et Shuttleworth est élevé en grande partie loin de son père. Pendant quelques années dans sa jeunesse, il vit en Allemagne avec sa mère. À sa mort, en 1872, il hérite de grands domaines, dont Gawthorpe Hall.

## Carrière politique
Shuttleworth est élu au Parlement pour Hastings en 1869, un siège qu'il occupe jusqu'en 1880. Il reste hors du Parlement jusqu'en 1885, quand il est élu pour la circonscription Clitheroe du Lancashire, une circonscription qu'il représente jusqu'à son élévation à la pairie en 1902. Lorsque les libéraux arrivent au pouvoir sous William Ewart Gladstone en février 1886, il est nommé Sous-secrétaire d'État à l'Inde et en avril il devient Chancelier du duché de Lancastre, en remplacement d'Edward Heneage (1er baron Heneage), qui démissionne à cause de l'Irish Home Rule. Il est admis au Conseil privé en même temps. Il est resté chancelier du duché de Lancastre jusqu'à la chute des libéraux du pouvoir en juillet 1886.
Il reprend ses fonctions sous Gladstone en 1892 lorsqu'il est nommé secrétaire parlementaire et financier de l'Amirauté, poste qu'il occupe jusqu'en 1895. Dans les honneurs du couronnement de 1902, il est élevé à la pairie en tant que baron Shuttleworth de Gawthorpe, dans le comté palatin de Lancastre. De 1908 à 1928, il est Lord Lieutenant du Lancashire à ce titre, en 1910, il reçoit le roi George V et la reine Mary à Gawthorpe Hall.

## Famille
Lord Shuttleworth épouse Blanche Marion, fille de Woodbine Parish, en 1871. Ils ont deux fils et quatre filles. Ses deux fils, le capitaine Lawrence Ughtred Kay-Shuttleworth (1887–1917) et capitaine Edward James Kay-Shuttleworth (1890–1917) sont tués pendant la Première Guerre mondiale. Lady Shuttleworth est décédée en juin 1924. Lord Shuttleworth lui survit quinze ans et est décédé en décembre 1939, à l'âge de 95 ans.
Son petit-fils, Richard, le fils aîné de Lawrence Kay-Shuttleworth lui succède. Richard est tué au cours de la bataille d'Angleterre seulement huit mois plus tard, lorsque son Hawker Hurricane a disparu lors d'une bataille sur un convoi de la Manche, au sud de l'île de Wight.
Le frère cadet de Richard, Ronald, le troisième baron, est tué en Afrique du Nord en 1942. La baronnie passe au cousin germain de Ronald, Charles, le quatrième baron Shuttleworth. Il est gravement blessé pendant la Seconde Guerre mondiale, perdant une jambe et l'utilisation de l'autre. Il laisse Gawthorpe Hall à sa tante, Rachel, qui y vit jusqu'à sa mort en 1967. Le domaine devient une propriété du National Trust en 1970.

## Ouvrages
- U. J. Kay-Shuttleworth et Sir Sydney Waterlow, Dwellings of working-people in London, Londres, Ridgway, 1874, « Dwelling of Working People in London »